# Abdij Königsbronn

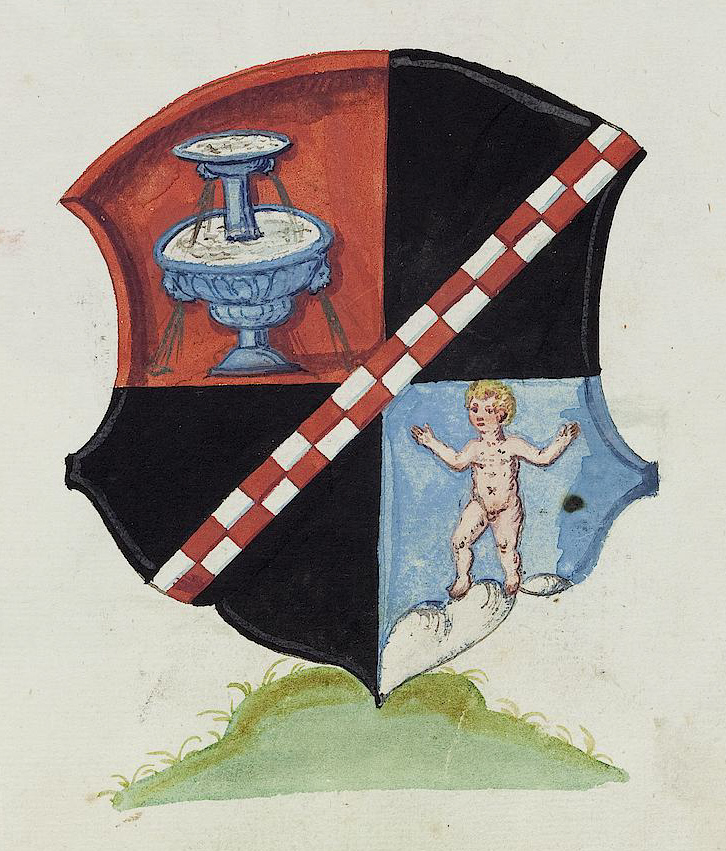
Kloosterwapen (1591)

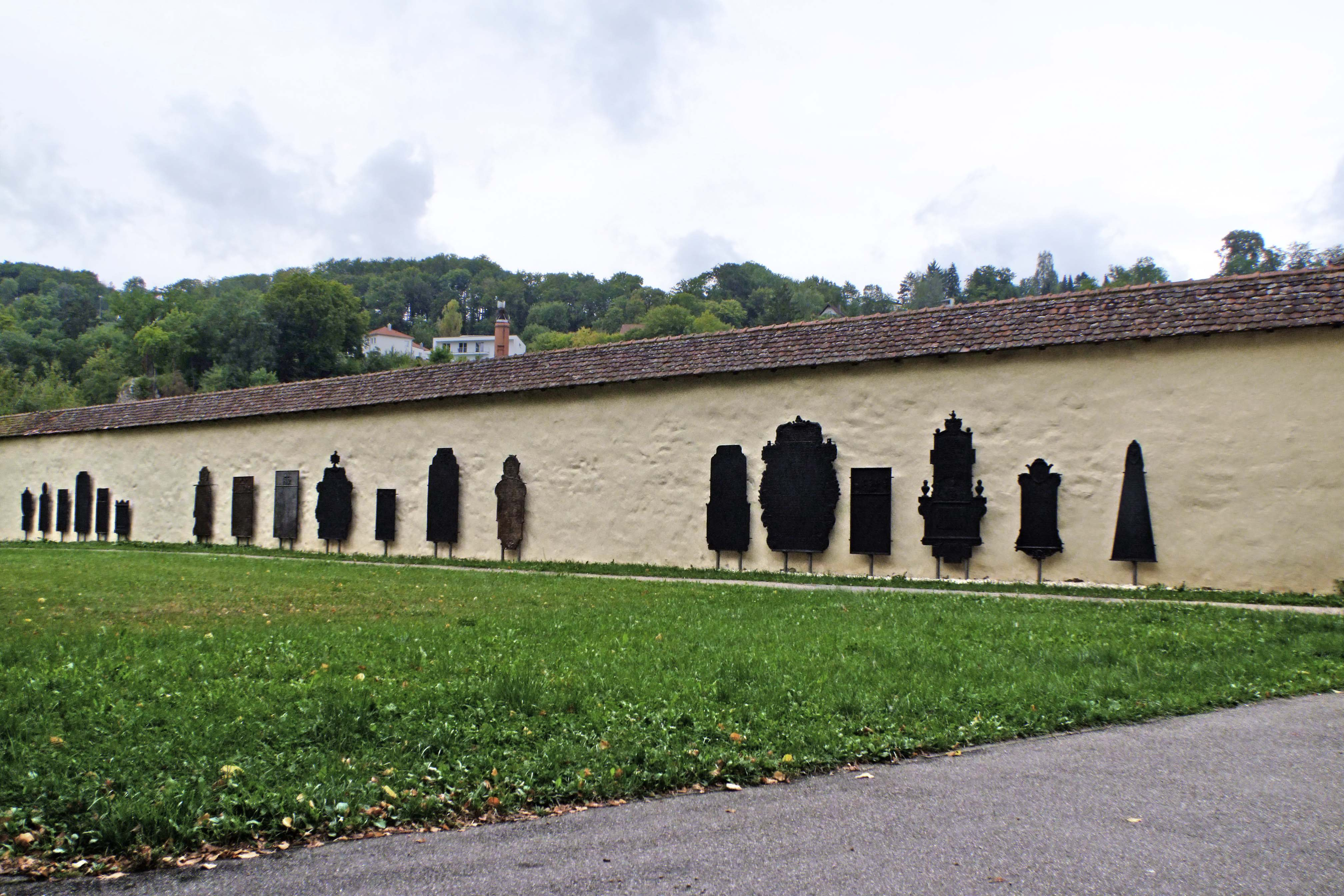
Grafschriften op de kloostermuur

De abdij Königsbronn was een cisterciënzerabdij in Baden-Württemberg.
De burcht Herwartstein werd omstreeks 1240 het middelpunt van een heerlijkheid, waartoe de markt Springen am Brenztopf en Itzelberg behoorden. Oorspronkelijk was het bezit van de Hohenstaufen, maar ten gevolge van het huwelijk van Elizabeth, de weduwe van koning Koenraad IV met graaf Meinhard II van Tirol-Karinthië kwam het aan de laatste familie. Aan het eind van de dertiende eeuw waren de graven van Helfenstein met de heerlijkheid beleend. Koning Rudolf veroverde in 1287 Königsbronn.
In 1302 verkocht graaf Ulrich van Helfenstein de heerlijkheid met de Steinheimer voogdij aan koning Albrecht. Nadat de zwagers van Albrecht, de hertogen van Karinthië afstand van hun rechten hadden gedaan, kreeg de abt van Salem de opdracht aan de voet van de burcht een cisterciënzerabdij te vestigen. In 1325 droeg de abdij de naam Königsbronn. Voor de bouw werd het materiaal van de burcht gebruikt en de nederzetting Springen ging in de abdij op. Het bezit van de abdij werd steeds groter. Koning Albrecht schonk in 1308 het patronaatsrecht in Reutlingen en keizer Karel IV schonk het patronaatsrecht in Pfullendorf. De abdij verwierf goederen in Oberkochen, Schnaitheim en op de Albuch. In 1507 werd het dorp Söhnstetten gekocht. Zo ontstond er langzamerhand een gesloten territorium aan de bovenloop van de Brenz en op de Albuch. In 1366 kregen de monniken van keizer Karel IV toestemming het aanwezige ijzererts te winnen en tot ijzer te verwerken. 
Keizer Karel IV verpandde de voogdij over de abdij in 1353 aan de graven van Helfenstein. Keizer Sigismund bevestigde de pandbrief in 1425. Sinds de Landshuter Successieoorlog van 1504 had de abdij dankzij keizer Maximiliaan I meer vrijheid. 
In 1536 kwam de bescherming van de abdij samen met de heerlijkheid Heidenheim in handen van het hertogdom Württemberg. Door de keizerlijke voorrechten kon de abdij een reformatie door Württemberg voorkomen. In 1553 liet Württemberg de abt vervangen door een abt die positief stond tegenover de Reformatie. De kloostergoederen werden als een afzonderlijk domein beheerd en in de gebouwen verbleef van 1559 tot 1595 een evangelische school. Het kloosterambt werd in 1806 opgeheven.